# 白丸ダム
白丸ダム（しろまるダム）は、多摩川上流部の東京都西多摩郡奥多摩町白丸にある重力式コンクリートダム。堤高は30.3m。東京都交通局が1963年（昭和38年）に完成させ、管理している水力発電用ダムである。正式名称は白丸調整池ダムといい、ダム湖（人造湖）は白丸調整池ダムまたは白丸湖と呼ばれる。

## 概要
多摩川を西南西に遡ると、最上流のダムである小河内ダム（奥多摩湖）がある。その主目的は東京都水道局による上水道用水確保であるが、東京都交通局が多摩川第一発電所（最大出力1万9000kW）を併設して1957年（昭和32年）から発電を行なっている。その水を下流でも発電に使うため、東京都交通局が白丸狭窄地帯と呼ばれる多摩川断崖の谷に建設した。約5キロメートル下流にある多摩川第三発電所（最大出力1万6400kW）へ送水しているほか、2000年（平成12年）11月には白丸ダム直下に、観光用の放流水を利用する白丸発電所（最大出力1100kW）が建設された。これらの電力を利用することで、交通局が経営する都電荒川線は2024年（令和6年）4月から100％水力発電由来の電力で運行されている。
多摩川に生息する魚類がダムの上流と下流を行き来できるように、国土交通省が魚道を2001年（平成13年）に新設した。この魚道は長さ約330ｍ、高低差約27メートルと日本国内最大級であり、水の流れを緩くして魚が休憩できる箇所を設けており、ヤマメやアユの遡上が確認されている。

## アクセス
JR東日本青梅線の鳩ノ巣駅または白丸駅から徒歩10分。

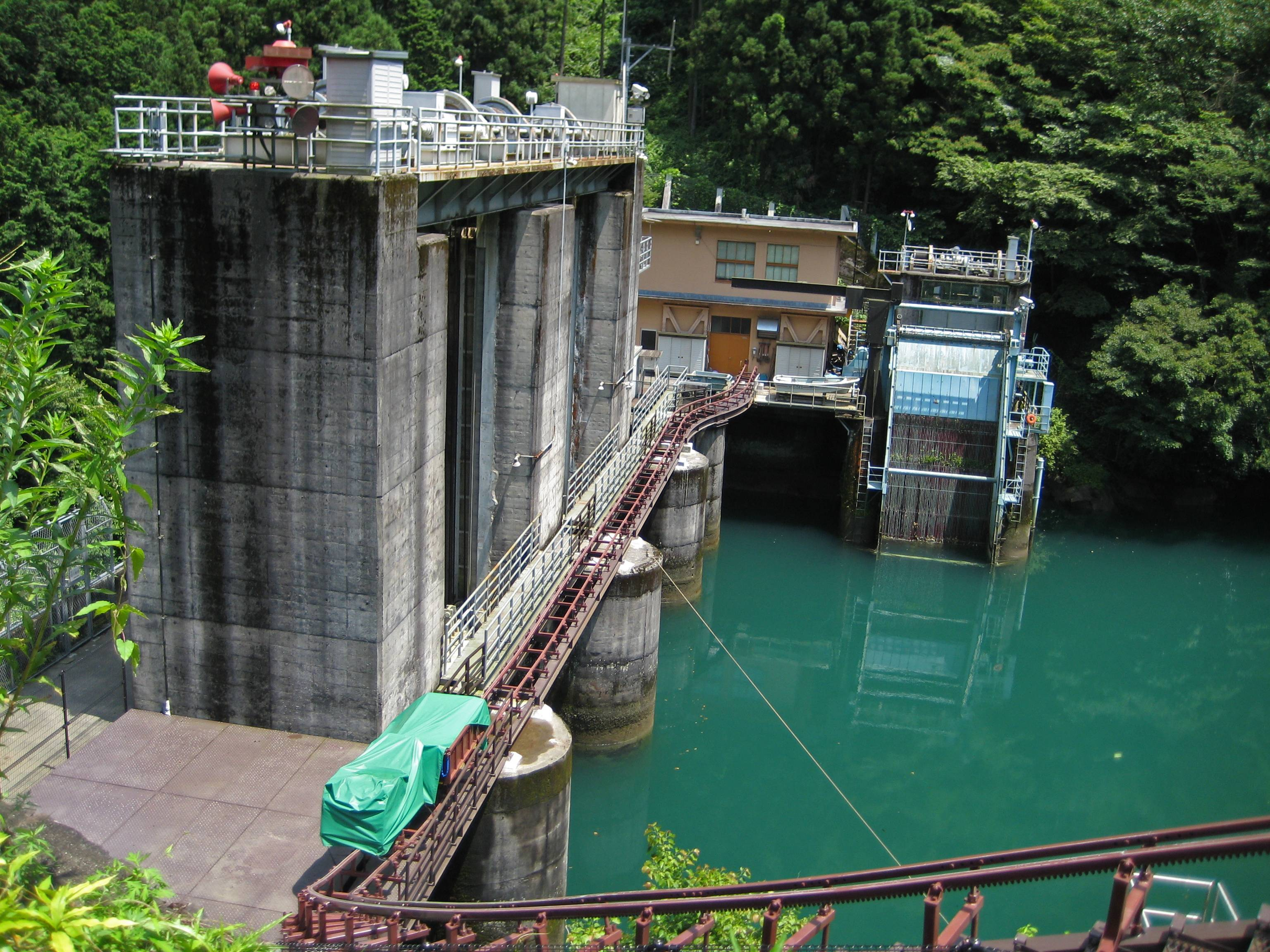
白丸湖
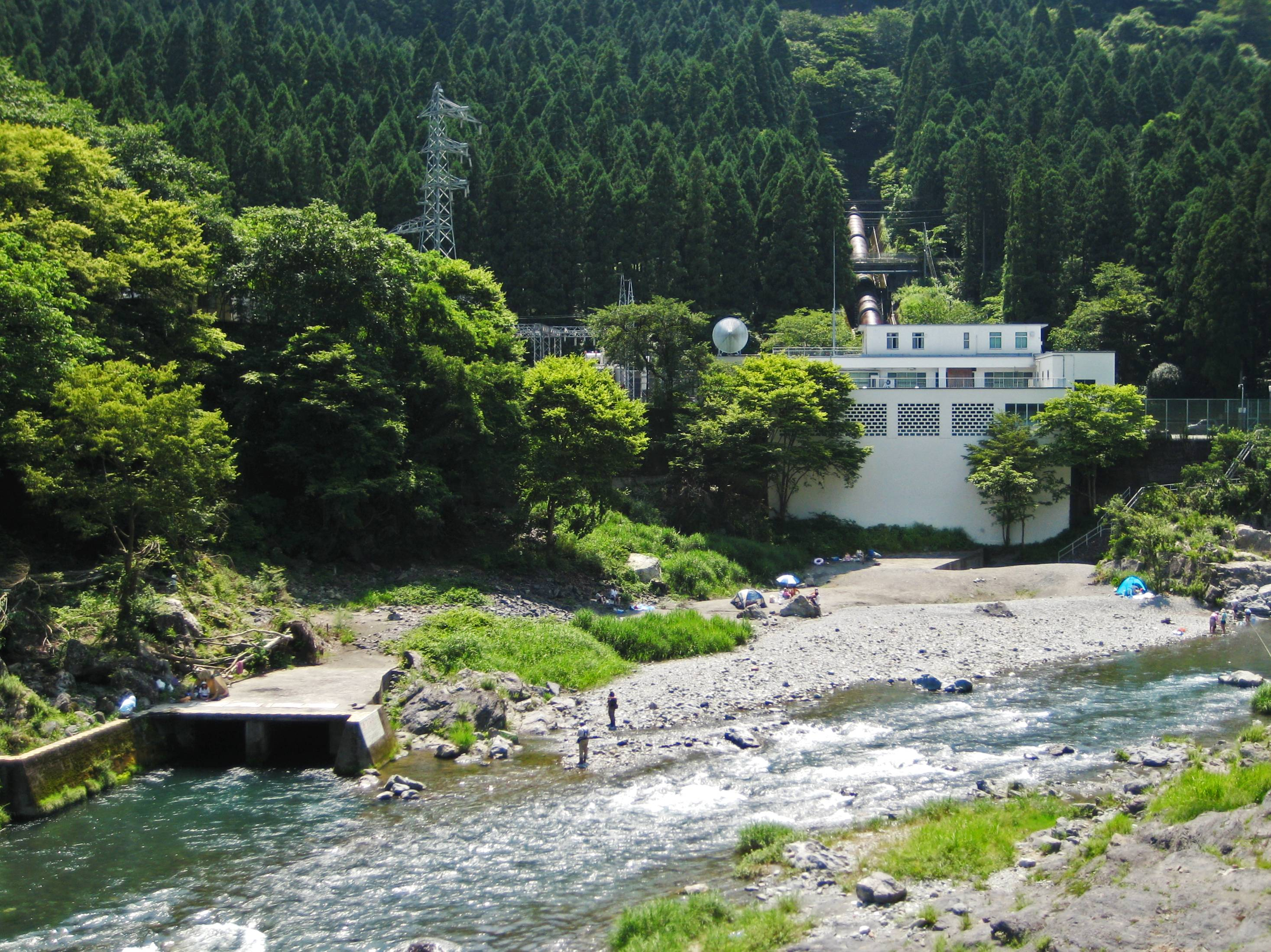
多摩川第三発電所

## 白丸ダムが登場する作品
- ダムマンガ（井上よしひさ）
- 人造人間キカイダー（エンディング）
- なぜ 恋をして来なかったんだろう？（櫻坂46のミュージックビデオ）